# IV. Flak-Korps
Das IV. Flak-Korps war ein Großkampfverband der Luftwaffe der Wehrmacht im Zweiten Weltkrieg.

## Geschichte
Das IV. Flakkorps entstand am 16. September 1944 aus der umbenannten Dienststelle des Kommandanten der Luftverteidigung West, nachdem zuvor kurzzeitig vom 23. Juni 1944 bis August 1944 eine Dienststelle mit gleicher Bezeichnung existierte. Es führte die Flak-Verbände im Süden der Westfront, im Bereich der Heeresgruppe G und musste sich dem Kriegsverlauf entsprechend nach Süddeutschland zurückziehen. Dort erfolgte am 3. Mai 1945, noch vor der bedingungslosen Kapitulation der Wehrmacht, die Auflösung.

## Personen

### Kommandierender General
| Dienstgrad                 | Name                  | Datum                                    |
| -------------------------- | --------------------- | ---------------------------------------- |
| General der Flakartillerie | Otto Wilhelm von Renz | 6. September 1944 bis 12. September 1944 |
| General der Flieger        | Rudolf Bogatsch       | 12. September 1944 bis 3. Mai 1945       |

### Chef des Stabes
| Dienstgrad     | Name                | Datum                                    |
| -------------- | ------------------- | ---------------------------------------- |
| Oberst         | Franz Böhme         | 6. September 1944 bis 17. September 1944 |
| Oberstleutnant | Kurt-Helmut Fischer | 17. September 1944 bis März 1945         |

## Unterstellung
| Unterstellung           | von                | bis                |
| ----------------------- | ------------------ | ------------------ |
| Luftflotte 3            | 6. September 1944  | 22. September 1944 |
| Luftwaffenkommando West | 22. September 1944 | 3. Mai 1945        |

## Unterstellte Verbände
| 12. September 1944 | |
| --- | --- |
| 12. September 1944 | 9. Flak-Division mit Flakregiment 27, Flakregiment 42, Flakregiment 45, Flakregiment 86, Flakregiment 169           |
| 12. September 1944 | 13. Flak-Division mit Flakregiment FAS I, Flakregiment 18, Flakregiment 85, Flakregiment 89                         |
| 12. September 1944 | 1. Flak-Brigade mit Flakregiment 59, Flakregiment 114 (Eisenb.), Flakregiment 100 (mot.), Flakregiment 72 (Eisenb.) |
| 12. September 1944 | 12. Flak-Brigade mit Flak-Regiment 45, Flak-Regiment 145, Flak-Regiment 159 (Eisenb.)                               |
| 1. Dezember 1944 | |
| 9. Flak-Division mit Flakregiment 27, Flakregiment 42, Flakregiment 45, Flakregiment 86, Flakregiment 169                                              | |
| 13. Flak-Division | |
| 21. Flak-Division mit Flakregiment 29, Flakregiment 49, Flakregiment 179, Flakregiment 189, Flakscheinwerferregiment 109, Flakscheinwerferregiment 119 | |
| 28. Flak-Division mit Flakregiment 139, Flakregiment 68                                                                                                | |
| 19. Flak-Brigade mit Flakregiment 15, Flakregiment 59, Flakregiment 117, Flakregiment 182 (mot.)                                                       | |